# Capão do Leão
O Capão do Leão é um município do estado do Rio Grande do Sul, no Brasil.

## Política

### Prefeitos
| Nº | Nome                 | Partido | Partido | Eleição               | Início                | Fim                   | Ref    |
| -- | -------------------- | ------- | ------- | --------------------- | --------------------- | --------------------- | ------ |
| 1  | Elberto Madruga      |         | PMDB    | 1982                  | 1º de Janeiro de 1983 | c. 1985               | [ 5 ]  |
| 2  | Getúlio Victoria     | c. 1985 | PMDB    | 1982                  | 1º de Janeiro de 1989 |                       |        |
| 3  | Manoel Neves         |         | PFL     | 1988                  | 1º de Janeiro de 1989 | 1º de Janeiro de 1993 | [ 6 ]  |
| 4  | Getulio Victoria     |         | PMDB    | 1992                  | 1º de Janeiro de 1993 | 1º de Janeiro de 1997 | [ 7 ]  |
| 5  | Manoel Neves         |         | PP      | 1996                  | 1º de Janeiro de 1997 | 1º de Janeiro de 2001 | [ 8 ]  |
| 6  | Vilmar Schmitt       |         | PDT     | 2000                  | 1º de Janeiro de 2001 | 1º de Janeiro de 2005 | [ 9 ]  |
| 6  | Vilmar Schmitt       | 2004    | PDT     | 1º de Janeiro de 2005 | 1º de Janeiro de 2009 | [ 10 ]                |        |
| 7  | João Serafim Quevedo | 2008    | PDT     | 1º de Janeiro de 2009 | 1º de Janeiro de 2013 | [ 11 ]                |        |
| 8  | Cláudio Vitória      | 2012    | PDT     | 1º de Janeiro de 2013 | 1º de Janeiro de 2017 | [ 12 ]                |        |
| 9  | Mauro Nolasco        |         | PT      | 2016                  | 1º de Janeiro de 2017 | 1º de Janeiro de 2021 | [ 13 ] |
| 10 | Vilmar Schmitt       |         | PP      | 2020                  | 1º de Janeiro de 2021 | 1º de Janeiro de 2023 | [ 14 ] |
| 10 | Vilmar Schmitt       | 2024    | PP      | 1º de Janeiro de 2024 | Incumbente            |                       |        |